# Hát nem édes?
A Hát nem édes? (eredeti cím: Isn't She Great) 2000-ben bemutatott amerikai–brit–német életrajzi filmvígjáték-dráma, melyet Andrew Bergman rendezett. A film Jacqueline Susann életét dolgozza fel, fiktív formában. A főbb szerepekben Bette Midler, Nathan Lane és Stockard Channing látható. 
2000. január 28-án mutatták be az Egyesült Államokban. Magyarországon a televízióban volt először látható 2001. december 24-én. A film kritikailag és bevételi szempontból is megbukott. Midlert a 21. Arany Málna-gálán legrosszabb női főszereplő kategóriában jelölték a díjra.

## Cselekmény
A film Jacqueline Susann életét mutatja be, a pályakezdő színésznőtől az 1966-os A babák völgye (The Valley of Dolls) című bestseller írójaként aratott sikeréig. A történet kitér férjével, Irving Mansfield reklámügynökkel és autista fiukkal való kapcsolatára, valamint a mellrákkal folytatott küzdelmére, amely 1974-ben a halálához vezetett.

## Szereplők
| Szerep              | Színész              | Magyar hang |
| ------------------- | -------------------- | ----------- |
| Jacqueline Susann   | Bette Midler         | Almási Éva  |
| Irving Mansfield    | Nathan Lane          | Maros Gábor |
| Florence Maybelle   | Stockard Channing    |             |
| Michael Hastings    | David Hyde Pierce    |             |
| Henry Marcus        | John Cleese          |             |
| Maury Manning       | John Larroquette     |             |
| Debbie              | Amanda Peet          |             |
| rádiószínész        | Jeffrey Ross         |             |
| Brad Bradburn       | Christopher McDonald |             |
| Brainiac professzor | Paul Benedict        |             |

## Fogadtatás

### Kritikai visszhang
A film gyenge értékeléseket kapott. A Rotten Tomatoes weboldalon 25%-os minősítést ért el 61 értékelés alapján, az összefoglaló szerint: „Az unalmas anyag teljesen felejthető komikus alakításokat kreál.” Jeff Millar a Houston Chronicle-től azt írta: „Csak akkor vicces, ha szeretsz elmenni és fizetni azért a fajta vígjátékért, amit otthon maradva ingyen kaphatsz a sitcomokban.” Elvis Mitchell a New York Timestól azt írta: „Ha nevetésre vágysz, inkább olvasd el még egyszer A babák völgyét.” Kevin Thomas a Los Angeles Timestól azt írta: „Burt Bacharach ötletes, korhű választás a film zenéjének megkomponálására, amely ügyesen visszhangozza A babák völgye című film zenéjét, és különösen annak főcímdalát.”
A MetaCritic 34 pontot adott a 100-ból 34 vélemény alapján. Paula Nechak a Seattle Post-Intelligencertől azt írta: „Bár bemutatja Susann életének tényeit, de olyan gyorsan és dicsőséges vidámsággal súrolja azokat, hogy soha nem kapunk fogalmat arról, ki is volt ez a nő valójában.” Lou Lumenick a New York Posttól azt írta: „Hát nem édes, de élvezetes, bár túlságosan diszkrét és romantikus pillantást vet egy rég eltűnt show-biznisz világára.” Michael Wilmington a Chicago Tribune-től azt írta: „Az idő és a tehetség elképesztő pazarlása.”

### Bevételi adatok
A film nagyon veszteséges volt. A Box Office Mojo szerint 44 milliós költségvetés mellett csupán 3 millió dolláros bevételt tudott termelni.

### Fontosabb díjak és jelölések
- 21. Arany Málna-gála: legrosszabb női főszereplő (jelölés) – Bette Midler